# Maranayakanapalya, Tumkur
Maranayakanapalya là một làng thuộc tehsil Tumkur, huyện Tumkur, bang Karnataka, Ấn Độ.